# Allotrie verte
Pteruthius xanthochlorus
Espèce
Statut de conservation UICN

 LC  : Préoccupation mineure
L’Allotrie verte (Pteruthius xanthochlorus) est une espèce de passereaux de la famille des Vireonidae.

## Répartition
Cet oiseau peuple les zones montagneuses forestières de l'Himalaya, du Patkai et du Centre/Est de la Chine.
Il se rencontre au Bhoutan, en Birmanie, en Chine, en Inde, au Népal, au Pakistan et au Viêt Nam.

## Liste des sous-espèces
Selon GBIF (16 août 2023) :
- Pteruthius xanthochlorus hybrida Harington, 1913
- Pteruthius xanthochlorus occidentalis Harington, 1913
- Pteruthius xanthochlorus pallidus (David, 1871)
- Pteruthius xanthochlorus xanthochlorus J.E.Gray & G.R.Gray, 1847

## Systématique
Le nom valide complet (avec auteur) de ce taxon est Pteruthius xanthochlorus J.E.Gray & G.R.Gray, 1847.
Ce taxon porte en français le nom vernaculaire ou normalisé suivant : Allotrie verte.